# Barbara Hartmann
Barbara Hartmann (* 1961 in Basel) ist eine ehemalige Schweizer Squashspielerin. 

## Karriere
Barbara Hartmann war vor allem in den 1980er-Jahren als Squashspielerin aktiv, davon von 1984 bis 1987 als Profi. Ihre höchste Platzierung in der Weltrangliste erreichte sie mit Rang 20 im Mai 1986. Mit der Schweizer Nationalmannschaft nahm sie 1990 an der Weltmeisterschaft teil und belegte mit ihr den zwölften Platz.
1985 und 1990 stand sie im Einzel im Hauptfeld der Weltmeisterschaft. Beide Male schied sie dabei in der zweiten Runde aus: 1985 unterlag sie Susan Devoy, 1990 scheiterte sie an Nicole Beumer. Von 1983 und 1989 wurde sie siebenmal in Folge Schweizer Meisterin.
Hartmann ist ausgebildete Physiotherapeutin.

## Erfolge
- Schweizer Meisterin: 7 Titel (1983–1989)